# Tocantins Esporte Clube (Imperatriz)
Il Tocantins Esporte Clube, noto anche semplicemente come Tocantins, è una società calcistica brasiliana con sede nella città di Imperatriz, nello stato del Maranhão.

## Storia
Il club è stato fondato il 2 dicembre 1975. Il Tocantins ha vinto il Campeonato Maranhense Segunda Divisão nel 2001. Il club ha partecipato al Campeonato Brasileiro Série C nel 2002, dove è stato eliminato alla seconda fase.

## Palmarès

### Competizioni statali
- Campeonato Maranhense Segunda Divisão: 1

2001